# Reporter (revija)
Reporter je slovenska revija in spletni medijski portal. Reporter izhaja tedensko, in sicer vsak ponedeljek. Spletni portal je aktiven od leta 2008. Politična usmeritev revije je desnosredinska.
Reporter je bil ustanovljen leta 2008 kot naslednik političnega tednika Mag, ki ga je prevzelo časopisno podjetje Delo. Novinarska ekipa Maga je ustanovila nov medij zaradi domnevnega vmešavanja lastnikov Dela (tj. Pivovarne Laško in Boška Šrota) v uredniško politiko in novinarsko avtonomijo Maga. Delo je ustanovitev Reporterja oviralo. Finančna sredstva za ustanovitev naj bi po poročanju Mladine zagotovil Matej Raščan. Od ustanovitve do leta 2016 je bila revija Reporter v lasti podjetja Prava smer, ki ga je obvladoval Boštjan Kreft. Lastništvo revije Reporter je julija 2016 prevzelo podjetje (Krater), ki ga je posredno obvladoval Martin Odlazek.
Reporter je zdaj v lasti podjetja Media24, krovnega medijskega podjetja Odlazka.  Urednik je Marko Medvešek.
Od 2. marca 2023 vsak teden na različnih platformah izhaja pogovorno-analitična oddaja Reporter podcast, ki jo izmenjaje vodijo Silvester Šurla in Igor Kršinar, ter Katarina Keček. Občasno se voditelju pridružijo kolumnisti revije Reporter, Dejan Steinbuch, Nenad Glücks in Milena Miklavčič, ali pa drugi zunanji gostje.